# 北极海盆

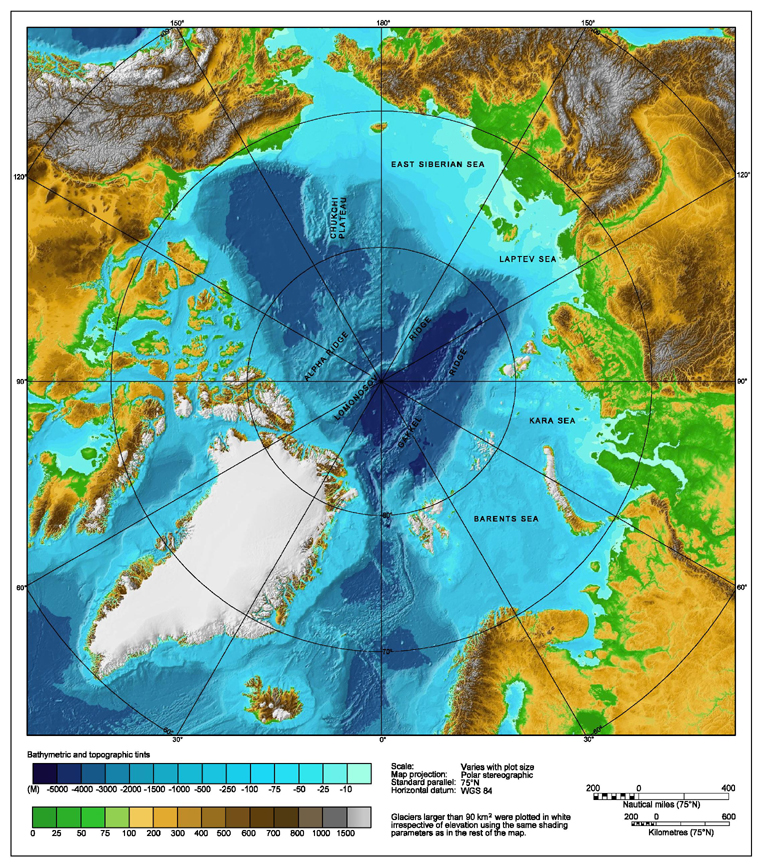
北冰洋的海底地形

北极海盆是北冰洋海底广阔的海盆，四周为欧亚和北美大陆架，主要由中极海盆（Central Polar Basin）和挪威海盆（Norwegian Basin）两部分组成，两者之间有海底山脉相隔。中极海盆较大，最大深度达5180米，呈三角形，从加拿大北部的马更些河三角洲横跨北极点至挪威斯瓦尔巴德群岛和西伯利亚北部泰梅尔半岛。挪威海盆较浅，大致呈矩形，在斯堪的那维亚半岛、格陵兰岛和冰岛之间。两海盆间海底山脊中部有裂隙，使深处海水可在两盆地之间自由流动。